# Liste der Monuments historiques in Blaignan-Prignac
Die Liste der Monuments historiques in Blaignan-Prignac führt die Monuments historiques in der französischen Gemeinde Blaignan-Prignac auf.

## Liste der Objekte
| Bezeichnung                           | Beschreibung                             | Standort                                           | Kennzeichnung | Schutzstatus | Datum | Bild |
| ------------------------------------- | ---------------------------------------- | -------------------------------------------------- | ------------- | ------------ | ----- | ---- |
| Retabel                               | Stein, 1689                              | in der Kirche St-Martin in Prignac-en-Médoc (Lage) | PM33001350    | Inscrit      | 1978  |      |
| Vier Skulpturen: Apostel und Bischöfe | Holz, polychrom gefasst, 17. Jahrhundert | in der Kirche St-Martin in Prignac-en-Médoc (Lage) | PM33001351    | Inscrit      | 1978  |      |
| Marienfahne                           | Stoff, 19. Jahrhundert                   | in der Kirche St-Martin in Prignac-en-Médoc (Lage) | PM33001352    | Inscrit      | 1978  |      |
| Ölgemälde Heiliger Martin             | 18. Jahrhundert                          | in der Kirche St-Martin in Prignac-en-Médoc (Lage) | PM33001353    | Inscrit      | 1978  |      |